# Mayall's Object
Mayall's Object (Arp 148 in de Atlas of Peculiar Galaxies) is het resultaat van twee botsende sterrenstelsels op 500 miljoen lichtjaar afstand in het sterrenbeeld Grote Beer. Het werd ontdekt door de Amerikaanse sterrenkundige Nicholas U. Mayall van het Lick-observatorium op 13 maart 1940, met behulp van de Crossley-reflector. Toen het voor het eerst werd ontdekt, werd Mayall's Object beschreven als een eigenaardige nevel, in de vorm van een vraagteken. Oorspronkelijk werd gedacht dat het een sterrenstelsel voorstelde dat reageerde met het intergalactische medium, maar nu wordt gedacht dat het de botsing voorstelt van twee sterrenstelsels, resulterend in een nieuw object dat bestaat uit een ringvormig sterrenstelsel met een staart die er bovenuit steekt. Men denkt dat de botsing tussen de twee sterrenstelsels een schokgolf veroorzaakte die aanvankelijk materie naar het centrum trok, die vervolgens de ring vormde.